# Instrukcja techniczna K-1 (1979)
Instrukcja techniczna K-1 – standard techniczny w geodezji w Polsce, obowiązujący na podstawie rozporządzenia Ministra Spraw Wewnętrznych i Administracji z dnia 24 marca 1999 (Dz.U. Nr 30, poz. 297), zbiór wytycznych dotyczących opracowania mapy zasadniczej w geodezji wprowadzony zarządzeniem nr 2 Prezesa Głównego Urzędu Geodezji i Kartografii z 9 lutego 1979 w sprawie wprowadzenia do stosowania instrukcji technicznej "K-1 Mapa zasadnicza". Ostatnim wydaniem jest wydanie III z 1987 opracowane przez: Bronisława Bucewicza, Jana Ciesielskiego, Wiesława Januszko, Andrzeja Kowalczyka oraz Ryszarda Umeckiego zgodnie z opinią Rady Geodezyjnej i Kartograficznej oraz zaleceniami Głównego Urzędu Geodezji i Kartografii reprezentowanego przez Tadeusza Pilitowskiego, Edwarda Jarosińskiego i Alicję Madzińską. Przepisy tej instrukcji obowiązują tylko przy aktualizacji istniejącej mapy zasadniczej, wykonanej według tych przepisów, do czasu jej modernizacji i przekształcenia do postaci numerycznej. W związku z wprowadzeniem ustawy o infrastrukturze informacji przestrzennej z 4 marca 2010 roku, standardy techniczne jako przepisy wykonawcze zachowały moc do 8 czerwca 2012 roku.
Według tej instrukcji mapa zasadnicza jest to źródłowe opracowanie kartograficzne, zawierające informacje o przestrzennym rozmieszczeniu obiektów ogólnogeograficznych oraz elementów ewidencji gruntów i uzbrojenia terenu.
Instrukcja K-1 z 1979 podaje zasady opracowania mapy zasadniczej w skalach: 1:500, 1:1000, 1:2000, 1:5000 oraz ustala m.in.:
- pojęcie mapy zasadniczej, jej przeznaczenie i funkcję
- odwzorowanie, układ współrzędnych i podział na arkusze
- skale mapy i kryteria ich doboru
- dokładność pierworysu mapy
- treść, zasady wykreślania i opisywania.

Instrukcja zawiera ponadto objaśnienia i wykaz znaków umownych stosowanych przy zakładaniu i aktualizacji mapy zasadniczej. Poprzedniczką instrukcji K-1 z 1979 w tej części była instrukcja techniczna D-II "Znaki umowne i zasady opisywania map inżynieryjno-gospodarczych" z 1962. Ponadto straciła moc instrukcja techniczna C-III "Opracowanie mapy zasadniczej w skali 1:5000 na podkładzie fotogrametrycznym" oraz obwieszczenia o wydaniu instrukcji:
- instrukcja techniczna B-V "Sporządzenie pierworysów, map i dokumentów geodezyjnych"[7]
- instrukcja techniczna B-IX "Pomiary uzupełniające i aktualizacja map i operatów"[8].